# Plectronocerida
Plectronocerida Flower, 1964 è un ordine di molluschi cefalopodi estinti, appartenenti alla sottoclasse Nautiloida, conosciuti nel Cambriano Superiore della Cina. 
Sono considerati i primi nautiloidi, progenitori di tutte le forme successive.